# 時線世界巡迴演唱會
時線世界巡迴演唱會（英語：Timeline World Tour），是新加坡歌手林俊傑的出道十週年巡迴演唱會，亦是其第四次大型巡迴演唱會。该巡演於2013年7月13、14日在臺北小巨蛋揭開序幕，巡回一年半后升级为「时线：新地球世界巡回演唱会 安可场」，再度于2015年2月14、15日在台北小巨蛋举行，最終場於2015年12月19日在高雄巨蛋舉行。「时线」系列巡演歷時近兩年半，橫跨四大州，巡回30個城市，共演出42場，動員超過50萬觀眾。

## 背景
為慶祝出道10週年，第10張全新專輯《因你而在》創下空前銷售紀錄之際，林俊傑也正式筹备個人全新演唱會，「時線」對於他的意義已經不僅止於時光的流逝，而是所有愛過的、痛過的痕跡，深深刻劃在時間的軸線裡。林俊傑希望能夠用他的音樂重新「實現」十年來他的成長過程，分享給一路走來支持他的每一個人。

## 發展
2013年5月1日，華納音樂召開演唱會發佈會，現場宣佈了該巡演20餘個已確定的場次信息。7月13日、14日林俊傑連續兩天登上臺北小巨蛋開唱，為時線巡演揭開序幕，並在接下來的一年半內，巡迴全球20多個城市。2015年1月9日，演唱會主辦方發佈聲明，宣佈原定於1月17日舉辦的鄭州站因上海踩踏事件而取消。最終該巡演第一階段於1月10日在青島結束，當晚同步設有QQ音樂在線直播。
2015年2月14日、15日，巡演安可場－「時線：新地球」再次從臺北小巨蛋隆重起航，連續兩晚星光熠熠，不僅有五月天阿信和Selina任家萱到場站台，15日的演出更有「日本天后」濱崎步助陣，氣勢如虹。而後巡演在中國大陸多個城市、香港及新加坡展開。10月17日在成都體育中心舉行內地最終站，黎明和金莎作為驚喜嘉賓現身，為演唱會掀起高潮。12月19日，巡演最終站在高雄巨蛋舉辦，首次在高雄開唱的林俊傑，重新將經典「時線水舞秀」搬回舞台，造成演唱會超時38分鐘，被罰15萬台幣。而高雄演出當晚亦設有騰訊視頻的同步直播，與全球歌迷見證時線之旅劃下完美句點。

## 製作
「時線」演唱會整场演唱会机关加上专属LED制作费超过3000万，音乐总监－吴庆隆老师曾担任张学友、王力宏、陶喆等巨星演唱会音乐监制；演唱会制作团队则邀请五月天御用的「必应制作」－周佑洋担纲。
「时线：新地球」演唱會斥资4500万全面翻新，舞台、节目内容、服装、投影、动画等都重新打造。

## 曲目與嘉賓
以下列表僅以2013年7月13日臺北場表演的曲目為代表，具體曲目在其他各場次可能出现變化。
1. 《靈魂的共鳴》
2. 《木乃伊》
3. 《御龍三國志》
4. 《曹操》
5. 《故事細膩》
6. 《背對背擁抱》
7. 《零度的親吻》
8. 《白蘭花》
9. 《不死之身》
10. 《美人魚》
11. 《One Shot》
12. 《害怕》
13. 《不存在的情人》
14. 《學不會》
15. 《豆漿油條》
16. 《小酒窩》
17. 《黑暗騎士》
18. 《友人说》（Feat.张怀秋）
19. 《第幾個100天》
20. 《Billie Jean》
21. 《就是我》
22. 《她說》
23. 《简简单单》
24. 《Love U U》
25. 《记得》
26. 《修煉愛情》
27. 《愛笑的眼睛》
28. 《那些你很冒險的夢》
29. 《一千年以後》

安可
1. 《因你而在》
2. 《We Together》
3. 《不潮不用花錢》
4. 《江南》

以下列表僅以2015年2月14日臺北場表演的曲目為代表，具體曲目在其他各場次可能出现變化。
1. 《她說》
2. 《We Together》
3. 《不潮不用花錢》
4. 《就是我》
5. 《背對背擁抱》
6. 《凍結》
7. 《可惜沒如果》
8. 《學不會》
9. 《曹操》
10. 《黑鍵》
11. 《靈魂的共鳴》
12. 《黑暗騎士》（Feat.阿信）
13. 《水仙》
14. 《Cinderella》
15. 《第幾個100天》
16. 《修煉愛情》
17. 《豆漿油條》
18. 《第三人稱》
19. 《小酒窩》（Feat.任家萱）
20. 《新地球》
21. 《美人魚》
22. 《愛的鼓勵》
23. 《Lamando》
24. 《因你而在》
25. 《記得》
26. 《簡簡單單》
27. 《那些你很冒險的夢》
28. 《Love U U》
29. 《愛笑的眼睛》
30. 《一千年以後》

安可
1. 《翅膀》
2. 《浪漫血液》
3. 《江南》
4. 《轉動》
5. 《生生》

以下列表僅以2015年12月19日高雄場表演的曲目為代表，具體曲目在其他各場次可能出现變化。
1. 《她說》
2. 《We Together》
3. 《不潮不用花錢》
4. 《背對背擁抱》
5. 《可惜沒如果》
6. 《不為誰而作的歌》
7. 《曹操》
8. 《黑鍵》
9. 《黑暗騎士》
10. 《姐姐》（Feat.謝金燕）
11. 《水仙》
12. 《Cinderella》
13. 《第幾個100天》
14. 《修煉愛情》
15. 《豆漿油條》
16. 《小酒窩》
17. 《你，有沒有過》
18. 《新地球》
19. 《美人魚》
20. 《愛的鼓勵》
21. 《Lamando》
22. 《因你而在》
23. 《記得》
24. 《只要有你的地方》
25. 《Love U U》
26. 《愛笑的眼睛》
27. 《一千年以後》

安可
1. 《有夢不難》
2. 《生生》
3. 《茉莉雨》
4. 《翅膀》
5. 《只對你說》
6. 《醉赤壁》
7. 《距離》
8. 《手心的薔薇》
9. 《江南》

再次安可
1. 《Billie Jean》
2. 《就是我》

- 2013年7月13日、臺北，與張懷秋合唱《友人說》[9]。
- 2013年7月14日、臺北，與蔡依林合唱《記得》、《馬賽克》[10]。
- 2013年7月27日、深圳，與蔡卓妍合唱《小酒窩》[11]。
- 2013年9月14日、廣州，與張懷秋合唱《每天愛你多一些》[12]。
- 2013年9月14日、北京，與代雯奇合唱《我是一隻小小鳥》[13]。
- 2013年10月12日、上海，與何炅合唱《爱笑的眼睛》[14]。
- 2013年10月26日、香港，與容祖兒合唱《我的驕傲》、《這就是愛嗎》；與鐘鎮濤合唱《Sha La La La》[15]。
- 2013年11月9日、新加坡，與哥哥林俊峰合唱《飞机》；與孙燕姿合唱《她说》，孙燕姿独唱《逃亡》[16]。
- 2013年11月16日、常州，與王诗安合唱《记得》，王诗安独唱《你好吗》[17]。
- 2013年12月7日、吉隆坡，與林宇中合唱《抢玫瑰》，林宇中独唱《背心》[18]。
- 2013年12月15日、成都，與张杰合唱《翅膀》、《Without You》[19]。
- 2014年1月5日、武漢，與林志穎合唱《不是每個戀曲都有美好回憶》，林志穎獨唱《17歲的雨季》[20]。
- 2014年5月1日、天津，與范瑋琪合唱《小酒窩》、《小眼睛》，范瑋琪獨唱《一個像夏天一個像秋天》[21]。
- 2014年5月31日、杭州，與蘇見信合唱《黑暗騎士》。
- 2014年6月15日、哈爾濱，與張懷秋合唱《喇舌》。
- 2014年9月20日、南京，與茜拉合唱《最長的電影》。
- 2014年12月6日、南寧，與李佳薇合唱《記得》，李佳薇獨唱《煎熬》。
- 2015年1月3日、南寧，與楊丞琳合唱《記得》，楊丞琳獨唱《點水》[22]。
- 2015年1月10日、青島，與詹雯婷合唱《手心的薔薇》，詹雯婷獨唱《Lydia》。
- 2015年2月14日、臺北，與阿信合唱《黑暗騎士》[23]；與任家萱合唱《小酒窩》、《致分手》[24]。
- 2015年2月15日、臺北，與濱崎步合唱《Seasons》[5]。
- 2015年4月11日、上海，與林心如合唱《小酒窩》[25]。
- 2015年4月12日、上海，與李榮浩合唱《修煉愛情》、《模特》[26]。
- 2015年4月25日、廣州，與陶喆合唱《黑暗騎士》、《王八蛋》。
- 2015年5月9日、北京，與鄭容和合唱《修煉愛情》、《Checkmate》[27]。
- 2015年6月6日、西安，與王詩安合唱《手心的薔薇》。
- 2015年6月12日、香港，與羅志祥合唱《黑暗騎士》、《愛投羅網》[28]。
- 2015年6月13日、香港，與謝安琪合唱《記得》、《跟著眼淚轉彎》[29]。
- 2015年8月15日、合肥，與張懷秋合唱《豆漿油條》、《小蘋果》。
- 2015年8月29日、濟南，與王詩安合唱《手心的薔薇》。
- 2015年9月5日、新加坡，與母親合唱《手心的薔薇》；與父親合唱《山丘》；與哥哥林俊峰合唱《飛機》；與陳天文合唱《Unbelievable》[30]。
- 2015年9月19日、南京，與伍思凱合唱《爱的钢琴手》[31]。
- 2015年9月26日、南昌，與王心凌合唱《當你》[32]。
- 2015年10月3日、太原，與吳克群合唱《為你寫詩》、《背對背擁抱》[33]。
- 2015年10月17日、成都，與黎明合唱《今夜你會不會來》；與金莎合唱《被風吹過的夏天》[6]。
- 2015年12月19日、高雄，與謝金燕合唱《姐姐》[34]。

## 場次列表
| 場次                                                | 日期                                 | 國家／地區                           | 城市                                 | 場館                                 | 嘉賓                                 |
| 第一階段：時線世界巡迴演唱會（25場）                | 第一階段：時線世界巡迴演唱會（25場） | 第一階段：時線世界巡迴演唱會（25場） | 第一階段：時線世界巡迴演唱會（25場） | 第一階段：時線世界巡迴演唱會（25場） | 第一階段：時線世界巡迴演唱會（25場） |
| --------------------------------------------------- | ------------------------------------ | ------------------------------------ | ------------------------------------ | ------------------------------------ | ------------------------------------ |
| 1                                                   | 2013年7月13日                        | 臺灣                                 | 台北                                 | 台北小巨蛋                           | 張懷秋                               |
| 2                                                   | 2013年7月14日                        | 臺灣                                 | 台北                                 | 台北小巨蛋                           | 蔡依林                               |
| 3                                                   | 2013年7月27日                        | 中国大陆                             | 深圳                                 | 深圳灣體育中心體育館                 | 蔡卓妍                               |
| 4                                                   | 2013年9月14日                        | 中国大陆                             | 廣州                                 | 廣州體育館                           | 張懷秋                               |
| 5                                                   | 2013年9月28日                        | 中国大陆                             | 北京                                 | 首都體育館                           | 代雯奇                               |
| 6                                                   | 2013年10月12日                       | 中国大陆                             | 上海                                 | 梅賽德斯-奔馳文化中心                | 何炅                                 |
| 7                                                   | 2013年10月26日                       | 香港                                 | 香港                                 | 紅磡體育館                           | 鍾鎮濤、容祖兒                       |
| 8                                                   | 2013年11月9日                        | 新加坡                               | 新加坡                               | 新加坡室內體育館                     | 林俊峰、孫燕姿、張懷顥               |
| 9                                                   | 2013年11月16日                       | 中国大陆                             | 常州                                 | 中天鋼鐵體育館                       | 王詩安                               |
| 10                                                  | 2013年11月24日                       | 美国                                 | 大西洋城                             | Borgata Event Center                 | 林俊峰                               |
| 11                                                  | 2013年11月28日                       | 美国                                 | 拉斯維加斯                           | 凱撒皇宮酒店羅馬大劇場               |                                      |
| 12                                                  | 2013年12月7日                        | 马来西亚                             | 吉隆坡                               | 亞通體育館                           | 林宇中                               |
| 13                                                  | 2013年12月15日                       | 中国大陆                             | 成都                                 | 四川省體育館                         | 王詩安、張杰                         |
| 14                                                  | 2014年1月5日                         | 中国大陆                             | 武漢                                 | 武漢體育中心體育館                   | 林志穎                               |
| 15                                                  | 2014年2月16日                        | 英国                                 | 倫敦                                 | 溫布利體育館                         |                                      |
| 16                                                  | 2014年3月22日                        | 澳門                                 | 澳門                                 | 金光綜藝館                           |                                      |
| 17                                                  | 2014年5月1日                         | 中国大陆                             | 天津                                 | 天津體育館                           | 范瑋琪                               |
| 18                                                  | 2014年5月9日                         |                                      | 悉尼                                 | 悉尼娛樂中心                         |                                      |
| 19                                                  | 2014年5月10日                        | 墨爾本                               | 墨爾本會展中心                       |                                      |                                      |
| 20                                                  | 2014年5月31日                        | 中国大陆                             | 杭州                                 | 黃龍體育中心體育館                   | 蘇見信                               |
| 21                                                  | 2014年6月15日                        | 中国大陆                             | 哈爾濱                               | 哈爾濱國際會展中心體育館             | 張懷秋                               |
| 22                                                  | 2014年9月20日                        | 中国大陆                             | 南京                                 | 南京奧體中心體育館                   | 茜拉                                 |
| 23                                                  | 2014年12月6日                        | 中国大陆                             | 南寧                                 | 廣西體育中心體育館                   | 李佳薇                               |
| 24                                                  | 2015年1月3日                         | 中国大陆                             | 重慶                                 | 重慶國際博覽中心                     | 楊丞琳                               |
| 25                                                  | 2015年1月10日                        | 中国大陆                             | 青島                                 | 青岛体育中心国信体育馆               | 詹雯婷                               |
| 第二階段：時線：新地球世界巡迴演唱會 安可場（17場） |                                      |                                      |                                      |                                      |                                      |
| 26                                                  | 2015年2月14日                        | 臺灣                                 | 台北                                 | 台北小巨蛋                           | 陳信宏、任家萱                       |
| 27                                                  | 2015年2月15日                        | 臺灣                                 | 台北                                 | 台北小巨蛋                           | 濱崎步                               |
| 28                                                  | 2015年4月11日                        | 中国大陆                             | 上海                                 | 梅賽德斯-奔馳文化中心                | 林心如                               |
| 29                                                  | 2015年4月12日                        | 中国大陆                             | 上海                                 | 梅賽德斯-奔馳文化中心                | 李榮浩                               |
| 30                                                  | 2015年4月25日                        | 中国大陆                             | 廣州                                 | 廣州國際體育演藝中心                 | 陶喆                                 |
| 31                                                  | 2015年5月9日                         | 中国大陆                             | 北京                                 | 萬事達中心                           | 鄭容和                               |
| 32                                                  | 2015年6月6日                         | 中国大陆                             | 西安                                 | 西安城市體育館                       | 王詩安                               |
| 33                                                  | 2015年6月12日                        | 香港                                 | 香港                                 | 紅磡體育館                           | 羅志祥                               |
| 34                                                  | 2015年6月13日                        | 香港                                 | 香港                                 | 紅磡體育館                           | 謝安琪                               |
| 35                                                  | 2015年8月15日                        | 中国大陆                             | 合肥                                 | 合肥奧林匹克體育中心體育場           | 張懷秋、洪俊揚                       |
| 36                                                  | 2015年8月29日                        | 中国大陆                             | 濟南                                 | 濟南奧林匹克體育中心東荷體育館       | 王詩安                               |
| 37                                                  | 2015年9月5日                         | 新加坡                               | 新加坡                               | 新加坡室內體育館                     | 林俊峰、陳天文                       |
| 38                                                  | 2015年9月19日                        | 中国大陆                             | 南京                                 | 南京奧體中心體育館                   | 伍思凱                               |
| 39                                                  | 2015年9月26日                        | 中国大陆                             | 南昌                                 | 南昌國際體育中心體育場               | 王心凌                               |
| 40                                                  | 2015年10月3日                        | 中国大陆                             | 太原                                 | 山西省體育館                         | 吳克群                               |
| 41                                                  | 2015年10月17日                       | 中国大陆                             | 成都                                 | 成都市體育中心                       | 黎明、金莎                           |
| 42                                                  | 2015年12月19日                       | 臺灣                                 | 高雄                                 | 高雄巨蛋                             | 謝金燕                               |

## 取消場次
| 日期          | 國家／地區 | 城市 | 場館             | 原因               |
| ------------- | ---------- | ---- | ---------------- | ------------------ |
| 2015年1月17日 | 中国大陆   | 鄭州 | 鄭州國際會展中心 | 12·31 上海踩踏事件 |

## 幕后
主办单位：
- 台北主办－華納音樂
- 中國大陸主办（時線）－臺北音樂
- 中國大陸主办（時線：新地球）－唯喜文化
- 香港主办（時線）－Unusual Entertainment、耀榮文化、英皇娛樂等
- 香港主办（時線：新地球）－特高娛樂、大岳娛樂、英皇娛樂等
- 新馬主办－Unusual Entertainment
- 美國主办－IEM Showplace、Jade Entertainment
- 英國主办－Onion Production
- 澳門主办－力動文化、臺北音樂
- 澳洲主办－蕭氏機構
- 高雄主办－IMC Live

主创团队：
- 艺人经纪－華納音樂
- 音樂製作－JFJ Productions
- 出品－華納音樂
- 出品人/監製－陳澤杉
- 音樂監製－林俊傑
- 節目總監－邱致謙
- 巡演统筹－林宛蓉
- 製作單位－必應創造
- 製作人－周佑洋
- 執行製作人－張天宜
- 執行导演－李宜萤
- 灯光設計－李创钦、傅喬怡
- 鐳射設計－黄朝伟
- 音響設計－关民基、黃英忠
- 舞台設計－谢锦祥
- 音樂总监－吳慶隆
- 編舞总监－大目
- 髮型－Peter
- 化妝－高秀雯

演出人員：
- 歌手－林俊傑
- 鍵盤－吳慶隆
- 吉他－Grecco Buratto
- 貝斯－Shaun Seow
- 鼓－Lerod Callao
- Program－Gary Lao
- 和音－簡愛、楊佳盈、洪俊揚、Josh
- 第一小提琴－張暐珊、赖巧王 张暐伃
- 第二小提琴－阿朱、潘亭如
- 中提琴－蔡享享、柬柬
- 大提琴－吳懿庭
- 長號－小鄧
- 小號－北京
- 萨克斯管－小胖
- 舞者－張浩雲、鸭子、吴家豪、Kido、Peggy、一風、Michelle、小乖、比利、姚姚、Lililen、Sweety

該主创及演出人員名單僅以2015年12月19日高雄站為代表，其他場次人事可能會出現變動。